# ケニー・スミス
ケネス（ケニー）・スミス（Kenneth "Kenny" Smith, 1965年3月8日 - ）は、アメリカ合衆国ニューヨーク州ニューヨーク市出身の元バスケットボール選手。NBAのヒューストン・ロケッツなどで活躍した。現在はTNTの解説者を務めている。

## 選手時代
ニューヨーク市クイーンズ区で生まれ、高校時代にニューヨーク市で有数のコーチ、ジャック・カランの元でプレーした。1983年にはマクドナルド・オール・アメリカンに選ばれた。その後彼はディーン・スミスコーチが指揮するノースカロライナ大学に進学した。
マイケル・ジョーダンの在籍した1年次、チームは全米1位にランクされ、28勝3敗で全米ランク1位でシーズンを終えた。この年彼は1試合平均9.1得点、5.0アシスト、チームはNCAAトーナメントでインディアナ大学に破れベスト16でシーズンを終えた。1985年のトーナメントでは彼の率いるチームはエリート8に進出した。4年次の1987年には1試合平均16.9得点、6.1アシストをあげてチームをエリート8に導いた。大学4年間で彼は平均12.9得点、6.0アシスト、FG成功率51.2%、フリースロー成功率82.3%の成績を残した。NCAAは1986-87シーズンより3ポイントシュートを導入、彼は40.8%を成功させた。4年間で2回NCAAトーナメントベスト82回、アトランティック・コースト・カンファレンスで2回優勝した。全米ランキングで8位を下回ることはなかった。デビッド・ロビンソン、マグジー・ボーグス、スティーブ・カーとともに1986年バスケットボール世界選手権のアメリカ代表としてもプレーし、チャールズ・スミスに次ぐチーム2位の平均14.7得点をあげた。決勝戦ではアルヴィダス・サボニスのいるソ連代表と対戦、23得点をあげて87-85の勝利に貢献した。
4年間活躍した後に1987年のNBAドラフトでサクラメント・キングスから6位で指名されNBA入りした。1987-88シーズン、1試合平均13.8得点、7.1アシストをあげてNBAオールルーキーチームファーストチームに選ばれた。キングスのヘッドコーチはビル・ラッセルだったが開幕から58試合でラッセルは解雇された。1989-90シーズン途中、アトランタ・ホークスにトレードされた。ホークスでは30試合中5試合の先発出場にとどまり、チームキャプテンであるドック・リバースの控えとして起用された。1989-90シーズン終了後、ヒューストン・ロケッツにトレードされ、その後6シーズンをロケッツで過ごした。1990-91シーズン、平均17.7得点、チームトップの7.1アシスト。フリースロー成功率84.4%の成績をあげた。チームは52勝30敗で当時フランチャイズ史上最高の成績をあげ、プレーオフ1回戦ではロサンゼルス・レイカーズをスイープした。この年のMVP投票では17位にランクされた。
1991-92シーズン、開幕から26勝26敗の段階でドン・チェイニーコーチが解任、ルディ・トムジャノビッチが後任となり16勝14敗の成績をあげた。チームは1ゲーム差でプレーオフ出場を逃した。1992-93シーズン、55勝27敗の成績をあげたチームはプレーオフ2回戦でシアトル・スーパーソニックスに3勝4敗で敗れた。このシリーズ第6戦で彼は30得点、3ポイントシュート6本中4本を成功させてチームの勝利に貢献した。
1994年、1995年とロケッツがNBA2連覇したシーズンも先発ポイントガードとして起用された。93-94シーズンの11月に負傷した彼はその年の新人サム・キャセールに徐々に出番を奪われていった。彼は先発ポイントガードとして起用され続けたが、ニューヨーク・ニックスとのNBAファイナルでは第4Qには勝負強いキャセールが多く起用された。オーランド・マジックとの対決となった1995年のファイナル第1戦では、7本の3ポイントシュートに加え、4thクォーター終了間際に同点シュートを決めるなど、23得点、9アシストをあげる勝負強さを見せた。ファイナルでの7本の3ポイントシュート成功は当時のファイナル記録であった。ロケッツはオーバータイムの末、第1戦を勝利、その後4連勝でスイープを果たした。スミスの成績は徐々に下降し、1995-96シーズンには平均8.5得点、3.6アシストに下がった。48勝34敗でプレーオフにウエスト第5シードで進出したロケッツはプレーオフ1回戦でロサンゼルス・レイカーズをスイープしたが2回戦でシアトル・スーパーソニックスにスイープされてシーズンを終えた。レイカーズとの第4戦では17得点、6アシスト、4本すべての3ポイントシュートを成功させ102-94の勝利に貢献した。この試合はマジック・ジョンソンのNBA現役最後の試合となった。なお5年後にジョンソンはNBAに復帰した。
1995-96シーズン終了後、ロケッツから解雇された。1996-97シーズンは、デトロイト・ピストンズと契約したが9試合で解雇され、その後オーランド・マジックでも6試合の出場で解雇され、デンバー・ナゲッツでプレーした。ナゲッツはこの年21勝しかあげられない弱小チームで過ごした。1997-1998シーズンのトレーニングキャンプでニュージャージー・ネッツと契約したが開幕前に解雇され、このシーズン限りでスミスは現役生活を終えた。
NBAでのキャリアで彼は通算9,397得点（平均12.8得点）、4,073アシスト（平均5.5アシスト）、FG成功率48.0%、3ポイントシュート成功率39.9%、フリースロー成功率82.9%の成績を残した。

## 引退後
引退後はTNTのNBA中継の解説者として活躍。ハーフタイム企画のシャキール・オニール、チャールズ・バークレー、クリス・ウェバーらとの掛け合いは、当番組の名物となっている。また、NCAAバスケットボール中継の解説者も務めており、2005年から2008年にかけてはニューヨーク・ニックスの解説者も務めた。